# Young Posse
Young Posse (koreanisch 영파씨; stilisiert YOUNG POSSE) ist eine südkoreanische Girlgroup der fünften K-Pop-Generation unter DSP Media, die von Beats Entertainment, einem unabhängigen Plattenlabel, koproduziert wird. Die Gruppe besteht aus fünf Mitgliedern: Sunhye, Yeonjung, Jiana, Doeun und Jieun. Ihr Debüt gaben sie am 18. Oktober 2023 mit dem erweiterten Stück Macaroni Cheese. Der offizielle Fanclub-Name lautet Teleposse.

## Geschichte
Am 19. September 2023 kündigte DSP Media den Debüttermin von Young Posse an, ihrer zweiten Girlgroup nach der Gruppe April.

## Mitglieder
| Name          | Geburtsname          | Geburtstag (Alter)     | Geburtsort   | Position                      |
| ------------- | -------------------- | ---------------------- | ------------ | ----------------------------- |
| Sunhye 선혜   | Jeong Sun-hye 정선혜 | 12. April 2004 (20)    | Gyeonggi-do  | Team leader Vocal, Dance, Rap |
| Yeonjung 연정 | Wi Yeon-jung 위연정  | 1. September 2004 (20) | Itaewon-dong | Main Dance, Rap               |
| Jiana 지아나  | Noh Ji-hyun 노지현   | 2. Februar 2006 (19)   | Busan        | Main Vocal                    |
| Doeun 도은    | Kim Do-eun 김도은    | 24. Dezember 2007 (17) | Gangseo-gu   | Vocal, Rap                    |
| Jieun 지은    | Han Ji-eun 한지은    | 5. November 2009 (15)  | Seongdong-gu | Vocal, Dance                  |

## Diskografie

### Studioalben
| Jahr | Titel Musiklabel      | Höchstplatzierung, Gesamtwochen, AuszeichnungChartsChartplatzierungen (Jahr, Titel, Musiklabel, Platzierungen, Wochen, Auszeichnungen, Anmerkungen) | Anmerkungen                        |
| Jahr | Titel Musiklabel      | KR | Anmerkungen                        |
| ---- | --------------------- | --- | ---------------------------------- |
| 2025 | Cold DSP Media, Beats | KR8 (… Wo.)KR | Erstveröffentlichung: 2. März 2025 |

### Remixalben
- 2024: We Still Loading

### EPs
| Jahr | Titel Musiklabel                 | Höchstplatzierung, Gesamtwochen, AuszeichnungChartsChartplatzierungen (Jahr, Titel, Musiklabel, Platzierungen, Wochen, Auszeichnungen, Anmerkungen) | Anmerkungen                            |
| Jahr | Titel Musiklabel                 | KR | Anmerkungen                            |
| ---- | -------------------------------- | --- | -------------------------------------- |
| 2023 | Macaroni Cheese DSP Media, Beats | KR60 (2 Wo.)KR | Erstveröffentlichung: 18. Oktober 2023 |
| 2024 | XXL DSP Media, Beats             | KR51 (3 Wo.)KR | Erstveröffentlichung: 20. März 2024    |
| 2024 | Ate That DSP Media, Beats        | KR22 (7 Wo.)KR | Erstveröffentlichung: 21. August 2024  |

### Singles
- 2023: Macaroni Cheese
- 2024: Young Posse Up
- 2024: XXL
- 2024: On My Scars (feat. Lil Cherry and Dbo)
- 2024: Ate That
- 2024: We Still Loading (feat. Los, Rick Bridges, Northfacegawd, and DJ Sky)
- 2024: Street Carol (ㄱㅓ리에서) (mit John Park)
- 2025: Cold (feat. 10cm)